# Brooke Newton
Brooke Newton (Ocala, 5 giugno 1986) è un'attrice statunitense.

## Filmografia parziale

### Cinema
- Natale a Miami, regia di Neri Parenti (2005)
- Sydney White - Biancaneve al college (Sydney White), regia di Joe Nussbaum (2007)
- Real Premonition, regia di Ziad Ahmed (2007)
- Homeland Security (2008)
- Jake Squared, regia di Howard Goldberg (2013)
- Le bugie scorrono nel sangue (Psycho Granny), regia di Rebekah Mckendry (2019)

### Televisione
- Glee - serie TV, episodio 1x03 (2009)
- Provaci ancora Gary (Gary Unmarried) - serie TV, episodio 1x13 (2009)
- How I Met Your Mother - serie TV, episodio 5x14 (2010)
- Mad Men - serie TV, episodio 4x10 (2010)
- La valle dei pini (All My Children) - webserie, 43 episodi (2013)